# Niem-Yéléwa
Niem Yéléwa, ou Niem Yelowa est une  commune rurale d'élevage de la préfecture de Nana-Mambéré. Elle tient son nom de ses deux principaux villages que sont Niem et Yéléwa. Elle constitue l’une des sept communes d’élevage de la République centrafricaine, créée dans le but de donner une assise territoriale et foncière aux pasteurs  Peuls Mbororo. 

## Géographie
Elle s’étend sur la partie nord de la préfecture de Nana-Mambéré. Sa population est constituée à majorité (65%)  d’éleveurs peuls.

## Histoire
En 1934, c’est un Peul dénommé Idze, venu du Sénégal avec 300 éleveurs et familles qui est à l’origine du peuplement de la commune.

## Villages
Les principaux villages de la commune sont : Kella, Bogbatoyo, Safou 1, Bégon, Groupement Yéléwa, Ngaoui, Service Kollo et Niem. La commune compte 127 villages en zone rurale recensés en 2003 : Abba Frontiere, Abbo Niem, Anra, Azian (1 et 2), Baboua, Batoure, Batouri, Bedobo 1, Bedobo2, Begon (Centre,Haoussa), Bekoni Bomango, Bekosso, Bessane, Bethanie, Bogamg Petel, Bogang, Bogang2, Bogbatoyo, Bogok 2, Bokagnan, Bokhol1, Bokolh2, Bolaye, Bomango, Bouba Yenga, Boumou, Bourli, Boyang Ya1, Boyang-Ya2, Conseiller, Damoussa, Damzout, Daou, Daoudou, Dere, Dohiya Foulbe, Dohiya Service, Dohiyagbaya, Doknoumo, Domta-Kadila, Dozi, Egui, Gang-Do, Gazi, Gbalamon1, Gbalamonfoulbe, Gbazang, Gnama-Petel, Gonko, Guizore, Hamalaye, Jolisoir1, Jolisoir2, Kella, Kella Daoudou, Kella Massa, Kock Ndamon, Koffa, Koumbe, Koumbe-Foulbe, Kpetene, Kpockwan, Lawane, Lokoti, Maide, Mai-Goudoua, Mailabe, Mbarang, Mbizari, Meiganga, Minime, Nagbata, Nagbazian, Nambena, Ndakombo, Ndale, Ndawe, Ndongue Soule, Ngai Bangue, Ngambongo, Ngam-Gayagang, Ngaoui Sarky, Ngole, Ngoma, Niem Centre, Niem-Arabe, Pakam, Poro Gock, Sabewa, Sabewa 1, Sabongari, Sabongari1, Sabongari2, Safa, Safari, Safou, Samba-Zouton
, Sanga-Vourom, Sango, Sarki-Zongo, Service Kollo, Sirack, Sokorta (1 et 2), Yade Songo, Yafabi, Yagomte Karanga, Yama-Manga, Yams, Yangai, Yazangala, Yazi, Yongoro-Nami1, Yongoro-Nami2, Youssoufa, Zaki, Zaoro-Gueda, Zaoro-Mbondo, Zaoro-Mone, Zaoro-Poro-Gassole, Zequede, Zodiwane, Zokwezo, Zoulde, Zoulde 3, Zoulde Musulman, Zoulde-Ngam, Zoulom.

## Éducation
La commune située dans la circonscription scolaire de Nana-Mambéré compte 5 écoles publiques à Niem, à Yéléwa, à Dohiya, Sabéma et Bogbatoyo et 9 écoles privées à Gbazang, Ndakobo à Guizore, à Gbalamo, Service Kollo, Pakam
, Kpockwane1, Sabewa , Sokorta-Abba et Safou.

## Santé
La commune située dans la zone sanitaire de Bouar-Baoro dispose de trois centres de santé à Niem, Sabéwa et Yéléwa, de deux postes de santé à Bogbatoyo et Service Kollo.